# Марксизм и вопросы языкознания
«Марксизм и вопросы языкознания» — работа Иосифа Сталина, которая была опубликована впервые 20 июня 1950 года в газете «Правда» (приложенные в конце «ответы» появились позже, в июле—августе) и в том же году издана массовым тиражом отдельной брошюрой.

## Замысел. Дискуссия

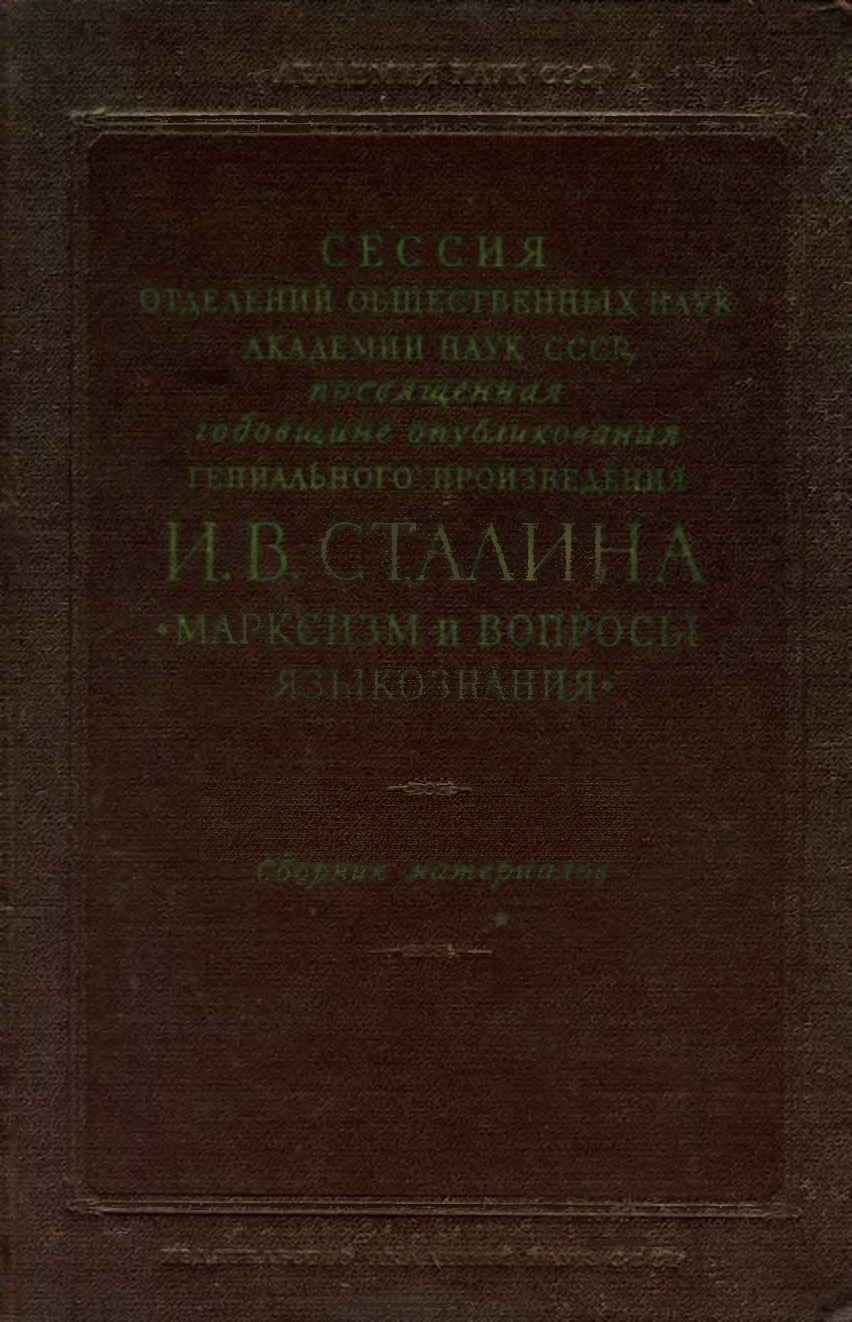
Сессия отделений общественных наук Академии Наук СССР, посвящённая годовщине опубликования «гениального произведения И. В. Сталина» «Марксизм и вопросы языкознания».

Статья в сущности завершила дискуссию о так называемом «Новом учении о языке» Н. Я. Марра, которую проводила газета с 9 мая. Дискуссия в «Правде» началась неожиданно, в разгар последнего наступления марристов (шедшего с конца 1948 года), которые в ходе масштабной «проработочной» кампании до сих пор одерживали верх (в том числе административными средствами, вплоть до увольнения) над всеми действительными и мнимыми оппонентами. Выступление Сталина развернуло кампанию на 180 градусов; вместо очередной волны проработок и, возможно, репрессий против оппонентов «Нового учения» сам марризм был окончательно развенчан и сошёл со сцены.

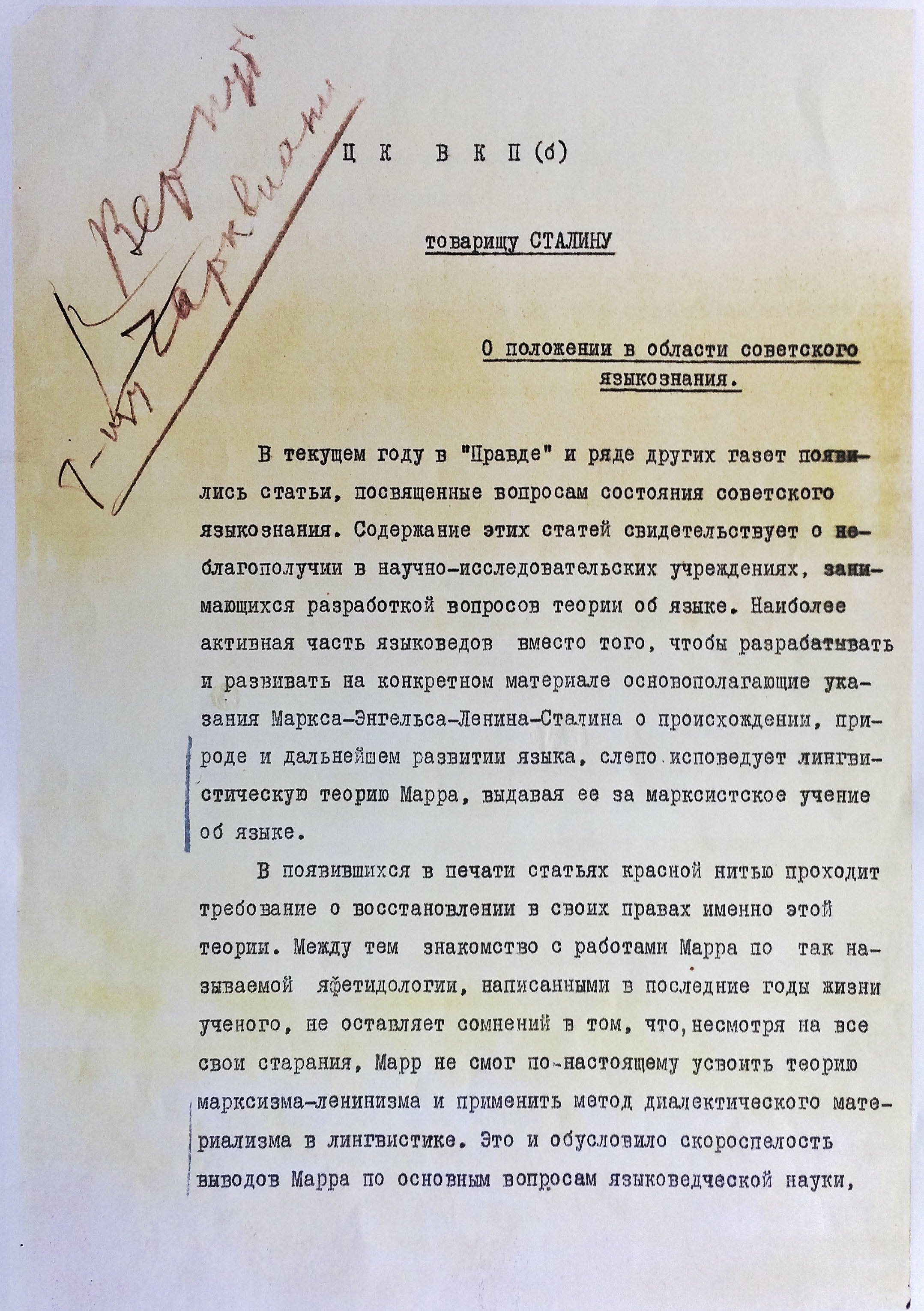

Дискуссия была задумана Сталиным именно с такой целью, после личного обращения к нему Первого секретаря Центрального комитета Коммунистической партии Грузии Кандида Чарквиани. Чарквиани передал письмо помощнику Сталина Александру Поскрёбышеву 27 декабря 1949 года. Сталин отреагировал на него лишь только в начале апреля 1950 года. Он позвонил Чарквиани поздно ночью и сообщил, что поднятый им вопрос следовало бы обсудить детально. «Кого из языковедов Вы считаете наиболее подходящим для участия в нашей беседе?», — поинтересовался Сталин. «Профессора Чикобаву», — не задумываясь, ответил Чарквиани. Через несколько дней Сталин принял Чарквиани и Чикобаву на Кунцевской даче. После беседы он поручил Чикобаве остаться в Москве и написать статью, которую опубликуют в центральной прессе. Тогда же Сталин вернул Чарквиани его письмо, испещрённое красно-коричневыми пометками. Резко антимарристская статья Арнольда Чикобавы, появившаяся в «Правде» 9 мая 1950 года, открыла дискуссию по вопросам советского языкознания. В тех условиях это представляло собой сенсацию. Тем не менее подоплёка событий, в частности, то, что на страницах «Правды» с поддержкой антимарристов выступит Сталин лично, тщательно скрывалась от остальных участников. В отличие от философской дискуссии 1947 года, «дискуссии о генетике» 1948 года или «павловской» дискуссии о физиологии 1950 года, когда критическая направленность по адресу одной из сторон была предрешена, оппоненты находились примерно в равных условиях; кроме того, было беспрецедентным обсуждение научных и идеологических проблем не в закрытом режиме (с последующей публикацией отчёта), а на страницах главной газеты страны. В ходе этой дискуссии выступали не только сторонники учения (И. И. Мещанинов, Ф. П. Филин и другие) и авторы, занимавшие компромиссную позицию (среди последних был и В. В. Виноградов), но и последовательные противники марризма (кроме Чикобавы, также Б. А. Серебренников, Г. А. Капанцян и Л. А. Булаховский). Причём Серебренников и Капанцян были среди уволенных с работы за свои взгляды во время недавней марристской кампании.
При написании статьи И. В. Сталин пользовался учебником русского дореволюционного лингвиста-младограмматика Д. Н. Кудрявского и консультациями Чикобавы.
Причины обращения Сталина к вопросам лингвистики до сих пор не вполне ясны. Предполагались следующие версии: явная наднациональность и «планетарность» учения Марра, не свойственная общему курсу последних сталинских лет на великодержавные ориентиры в культуре; стремление Сталина выступить теоретиком в новой области, не разработанной основоположниками марксизма (эта версия излагается, в частности, в романе А. И. Солженицына «В круге первом», хотя фактическая сторона дела передана там неточно); просто убедительность аргументов Чикобавы, благодаря которой Сталин решил выступить с элементарных позиций здравого смысла против абсурдного учения (точка зрения ряда зарубежных исследователей).
Как отмечают Семанов и Кардашов в своей работе, посвящённой Сталину, во время обучения в Тифлисской духовной семинарии он вступил в нелегальный литературный кружок, в котором, среди прочего, следили за сообщениями и дискуссиями на страницах грузинского еженедельного журнала «Квали» (Борозда): «Страстно обсуждали они воззрения языковеда Н. Марра о несамостоятельном характере происхождения грузинского языка». Семанов и Кардашов отзываются об этом периоде жизни Сталина следующим образом: «Положения теории Марра глубоко западут в память Coco Джугашвили, но лишь полвека спустя он недвусмысленно выскажет своё отношение к ним…»

## Содержание
Сначала идёт, в стиле интервью или катехизиса («вопрос — ответ») впервые опубликованная в «Правде» 20 июня основная часть: ответы некой «группе товарищей из молодёжи». Затем идут опубликованные несколько позже в той же газете, уже после завершения дискуссии, четыре «ответа» конкретным корреспондентам по поводу первой публикации (Крашенинниковой, Санжееву, Холопову и на совместное письмо Белкина и Фурера). Ответ Крашенинниковой опубликован 4 июля, остальным — 2 августа.
Сталин начинает с оговорки «я не языковед, и, конечно, не могу полностью удовлетворить товарищей». Касаясь философии языка, он решительно отрицает тезис Марра о языке как надстройке. Базис Сталин определяет как «экономический строй общества» (феодализм, капитализм и социализм), а надстройку — как «взгляды общества» (политические, правовые, философские, художественные, религиозные) и соответствующие им «учреждения». Базис рождает/имеет/изменяет надстройку. Тем не менее и надстройка является «активной силой» и тоже влияет на базис. Русский язык («язык Пушкина») не изменился при переходе от феодализма через капитализм к социализму (хотя поменялось государство и культура), поэтому язык как «средство общения» вовсе не надстройка. Он «создан» не одним классом, а всем обществом в ходе истории, «усилиями сотен поколений». Помимо русского языка Сталин упоминает об украинском, белорусском, узбекском, казахском, грузинском, армянском, эстонском, латвийском, литовском, молдавским, татарском, азербайджанском, башкирском, туркменском языках советских наций. Теряя общенародный статус, язык превращается в жаргон.
Более того, язык живёт дольше, «чем любой базис», и к тому же он непосредственно связан с производством. Уничтожение языка способно внести анархию в общественную жизнь, создать «угрозу распада общества» и прекращения производства. Далее Сталин замечает, что язык существовал при первобытнообщинном строе до появления классов. Слабой стороной империй (от Кира до Карла Великого) как «непрочных военно-административных объединений» и «конгломератов племён и народностей» было как раз отсутствие единого языка. С появлением капитализма (и «ликвидацией феодальной раздробленности») языки народностей превращаются в национальные языки, которые «реально существуют». При этом Сталин отвергает идею «языковых революций».
Сталин, противопоставляя язык культуре, отмечает неразрывную связь языка с обществом и мышлением. Как «вне общества нет языка», так же и мыслям необходима «материальная языковая оболочка». В языке Сталин выделяет «основной словарный фонд» и «грамматический строй» (морфологию и синтаксис).
Сталин опровергает ссылки на Маркса, Энгельса и Лафарга, где есть упоминания о классовом характере языка, считая их частными случаями, а опору на них он называет «искажением позиции Маркса». «Цитата приведена не к месту», — парирует Сталин аргументы своих оппонентов. Теория классовости языка объявлена «примитивно-анархической», схожие идеи Сталин усматривает у деятелей Бунда. Особо упоминается и критикуется «аракчеевский режим в языкознании», «не свойственный науке и людям науки» и возникший в результате последнего наступления марризма. В качестве альтернативного Сталин предлагал сравнительно-исторический метод, который, при «серьёзных недостатках» (не конкретизировалось каких), всё же «толкает к работе, к изучению языков». Тем самым статья Сталина снимала с компаративистики тяготевшие над ней в 1920—1940-е годы обвинения марристов в «буржуазности» и расизме. В частности, Сталин защищает «языковое родство» славянских наций.

## Оценка
Оценка работы Сталина противоречива. С одной стороны, она ясно показала бесперспективность как марризма вообще, так и попыток построить особое «марксистское языкознание», осудила «аракчеевские порядки в языкознании», насаждавшиеся марристами: тем самым это привело к значительному оздоровлению обстановки в советской лингвистике, переживавшей новую волну вненаучных проработочных кампаний, к деполитизации науки о языке. С другой стороны, она осуждала исследования семантики («злоупотребление семантикой привело Марра к идеализму» — ответ Крашенинниковой), содержала ошибочные суждения, которые лингвисты были вынуждены некоторое время воспроизводить (происхождение литературного русского языка якобы из «курско-орловского диалекта», сведение социальной вариативности языка к «жаргонам»). Одну из ошибок Сталина сам же он в сущности исправил в ответе заметившему её Г. Д. Санжееву — о том, что возникновение новых языков якобы невозможно, если праязык уже сложился как литературный (но в этом же ответе содержалась новая ошибка о «курско-орловском диалекте»).

## Судьба работы. Реакция
Хотя при жизни Сталина в СССР на работу ссылались очень часто, ссылки на неё были почти обязательны, сразу после смерти автора, ещё до XX съезда КПСС, на неё почти перестали ссылаться в советской научной литературе. В 2000-е годы она была переиздана в России с комментариями в сборнике «Сумерки лингвистики» и в качестве приложения к трудам Марра.
Работа Сталина была переведена на английский, немецкий (1951), японский и другие языки, в том числе языки народов СССР, и изучалась многими лингвистами, в основном испытавшими влияние марксизма, но не только. Сочувственно отзывались о развенчании марризма многие нейтральные к политике зарубежные учёные, в частности, Жозеф Вандриес. Ноам Хомский нашёл её «совершенно разумной, но без каких бы то ни было блестящих открытий» (англ. perfectly reasonable but quite inilluminating, в переводе В. М. Алпатова — «полностью лишённым объяснительной силы»). С марксистской точки зрения её критиковал японский лингвист и философ Цутому Миура.
Советский лингвист Пётр Кузнецов писал в 1966 г.:
Сталинское учение предоставляло лингвистам несравненно более широкое поле самостоятельной научной деятельности, чем «новое учение о языке» Н. Я. Марра… Оно в простой и доступной форме сообщало многие такие положения, которые (или близкие к ним) уже высказывались нашими выдающимися лингвистами; прямых ошибок, в противоположность мнению некоторых учёных, в нём было очень немного (я лично могу указать, пожалуй, лишь две, и то касающиеся некоторых частных вопросов).
Филолог Михаил Эпштейн положительно оценивает эту работу Сталина:
Сталин не оставляет камня на камне от классового подхода, утверждая язык как общенациональную категорию и не находя для него никакого места в системе марксистских категорий. <…> Мало того что язык оказывается социальным, но внеклассовым явлением, он еще не принадлежит ни к одной из двух категорий, «базиса» и «надстройки», вместе объемлющих все поле исторического материализма. <…> Главнейший марксист XX века завершил свое теоретическое поприще деконструкцией марксизма, обнаружив неприложимость его категорий к такому всеобщему феномену, как язык. В каком-то смысле можно сказать, что Сталин предвосхищает те методы деконструкции советской идеологии, которую уже в 1970—1980-е годы провёл концептуализм.

### В культуре
Участие Сталина в обсуждении вопросов языкознания нашло отражение в известной сатирической песне Юза Алешковского 1959 года:

Товарищ Сталин, вы большой учёный —

В языкознаньи знаете вы толк,

А я простой советский заключённый,

И мне товарищ — серый брянский волк.